# إسحاق إسحاق ليفي
يتسحاق_إسحاق_ليفي (بالإنجليزية : Yitzhak Isaac Levy / بالعبرية : יצחק לוי) مغني يهودي إسرائيلي من أصل تركي ولد في 15 ماي 1919 في مانيسا بتركيا , حيث هاجر أجداده السفرديم من شبه الجزيرة الإيبيرية إبان فترة الحكم العثماني. و توفي في 21 يوليوز 1977 بالقدس. يعرف بغناءه بالإسبانية.

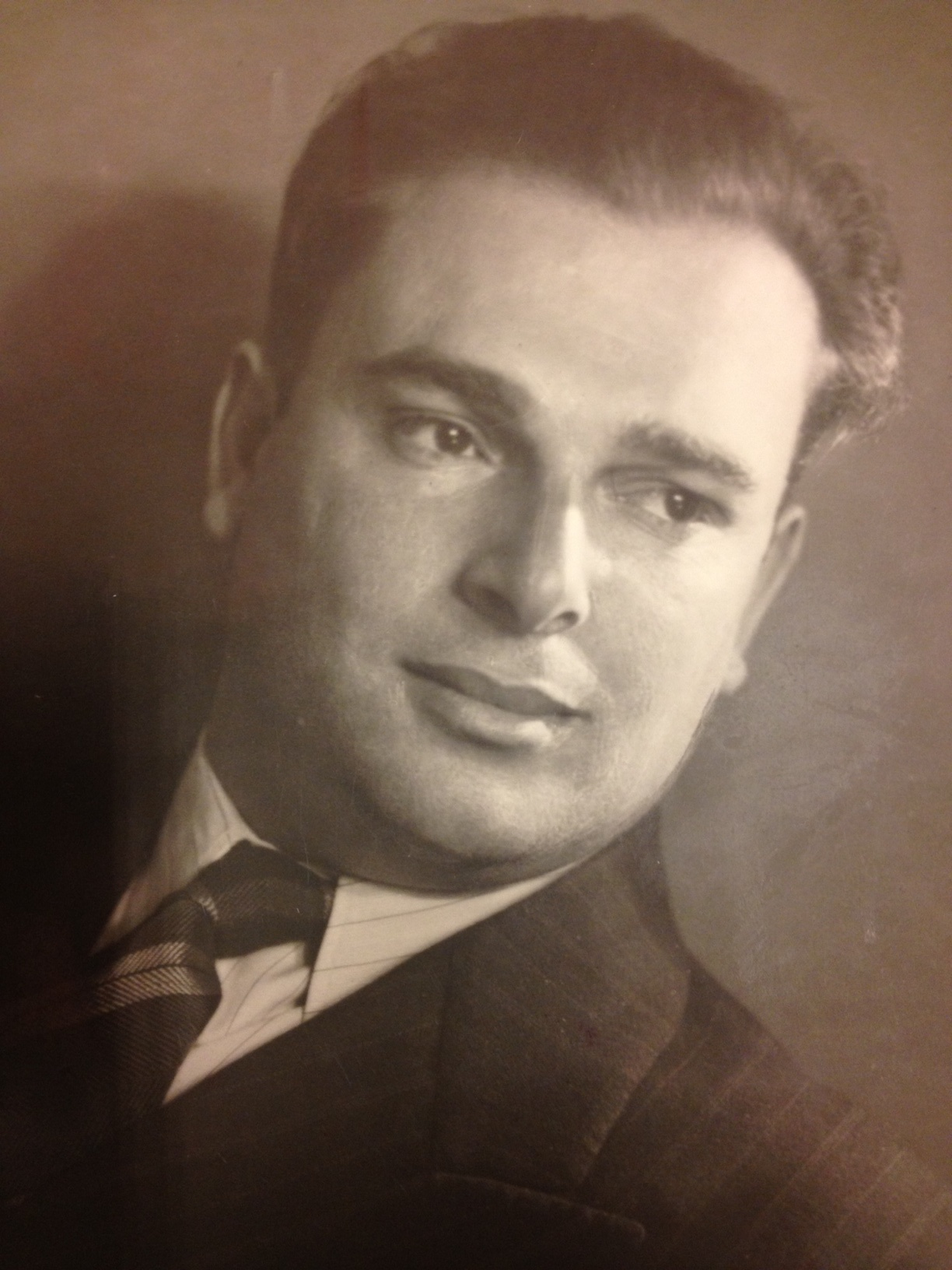
يتسحاق_إسحاق_ليفي